# Чурбаське озеро
Чурба́ське о́зеро (кримсько-тат. Çürübaş gölü, Чюрюбаш-Голю; також — Комиш-Бурунське) — солоне озеро на сході Керченського півострова на території переважно Керченської міської ради (89 га), а також Ленінського району (12,5 га). Площа — 1,015 км², 3,33 км² . Тип загальної мінералізації — солоне. Походження — лиманове. Група гідрологічного режиму — безстічне.

## Географія
Входить в Керченську групу озер. Довжина — 4,7 км. Ширина у села Приозерне трохи менше 1 км. Площа водозбору — 119 км. Довжина берегової лінії — 7,7 км. Висота над рівнем моря — 0,4 м. Солоність — 1,3-1,7 %. Найближчі населені пункти: передмістя Керчі Героївське і Рибна розташовані на сході від озера, село Ленінського району Приозерне — на захід від озера.
Чурбаське озеро відокремлена від Чорного моря перешийком шириною 2 км.

## Рослинність
Озеро заростає водною рослинністю переважно на опріснених ділянках — в лагунах у пересипів, в зоні виходів підземних вод. Тут інтенсивно розвиваються різні водорості, аж до цвітіння води.